# آکالیفا هندی
آکالیفا هندی (نام علمی: Acalypha indica) نام یک گونه از سرده اکالیفا است.